# Silniční
Silniční (též Silniční Ulice, německy Straßengasse) je bývalá předměstská čtvrť Brna, která byla do roku 1942 také samostatným katastrálním územím. Tvořila ji východní část dnešní ulice Hybešovy, včetně části parčíku mezi ní a ulicemi Nádražní a Vodní. Celá oblast je součástí městské části Brno-střed, v jejímž rámci je rozdělena mezi katastrální území Město Brno a Staré Brno.

## Historie
V místě pozdější předměstské čtvrti Silniční se nacházely bažinaté louky a protékal tudy Svratecký náhon a Novosadský potok. Kvůli potřebě kvalitněji spojit jižní část Brna a Židovskou bránu se Starým Brnem vznikla mezi lety 1774 a 1776 z prostoru pod Petrovem díky melioracím nová cesta, dnešní Hybešova ulice. Do té doby existovalo spojení v tomto směru pouze Malou Pekařskou (dnešní ulice Kopečná). Podél nové cesty došlo v roce 1782 k založení nového brněnského předměstí Silniční Ulice (později jen Silniční), které spadalo pod působnost městského magistrátu (tzv. magistrátní předměstí). Tvořila jej oboustranná ulicová zástavba v trase dnešní Hybešovy ulice, přibližně mezi křižovatkami s ulice Nové sady a Leitnerovou. Ve stejné době bylo v severním sousedství nové čtvrtě, za náhonem, založeno další předměstí V Jirchářích.
Zástavba Silniční byla silně omezena malým katastrálním územím, které bylo ze severu vymezeno Svrateckým náhonem (v trase dnešní ulice Vodní) a z jihu dnes již zaniklým Novosadským potokem, jenž umožňoval domům po jižní straně cesty pouze velmi malé dvorky. Předměstí se v roce 1850 stalo součástí Brna a během druhé poloviny 19. století zde vyrostla velkoměstská zástavba. V roce 1869 byla cestou přes čtvrť postavena tramvajová trať. Katastrální území Silniční bylo při katastrální reformě Brna v roce 1942 zrušeno a bývalé předměstí se stalo součástí katastru Město Brno. Od konce 60. let 20. století je celá oblast součástí Starého Brna.
Vymezení katastrálního území prodělalo několik změn, z nichž pravděpodobně k první změně došlo roku 1879, kdy došlo na východě a jihu katastru ke změně hranice se sousedními katastrálními územími Pekařská, Nové Sady a Město Brno. Ještě ve třetí třetině 19. století pak došlo v Hybešově ulici k další menší změně jižní hranice se sousedním katastrem Nových Sadů. Poslední změnou hranice katastru, bylo připojení jižní části katastru, nacházející se jižně od osy Hybešovy ulice, ke katastrálnímu území Nové Sady, uskutečněné roku 1940.

## Galerie

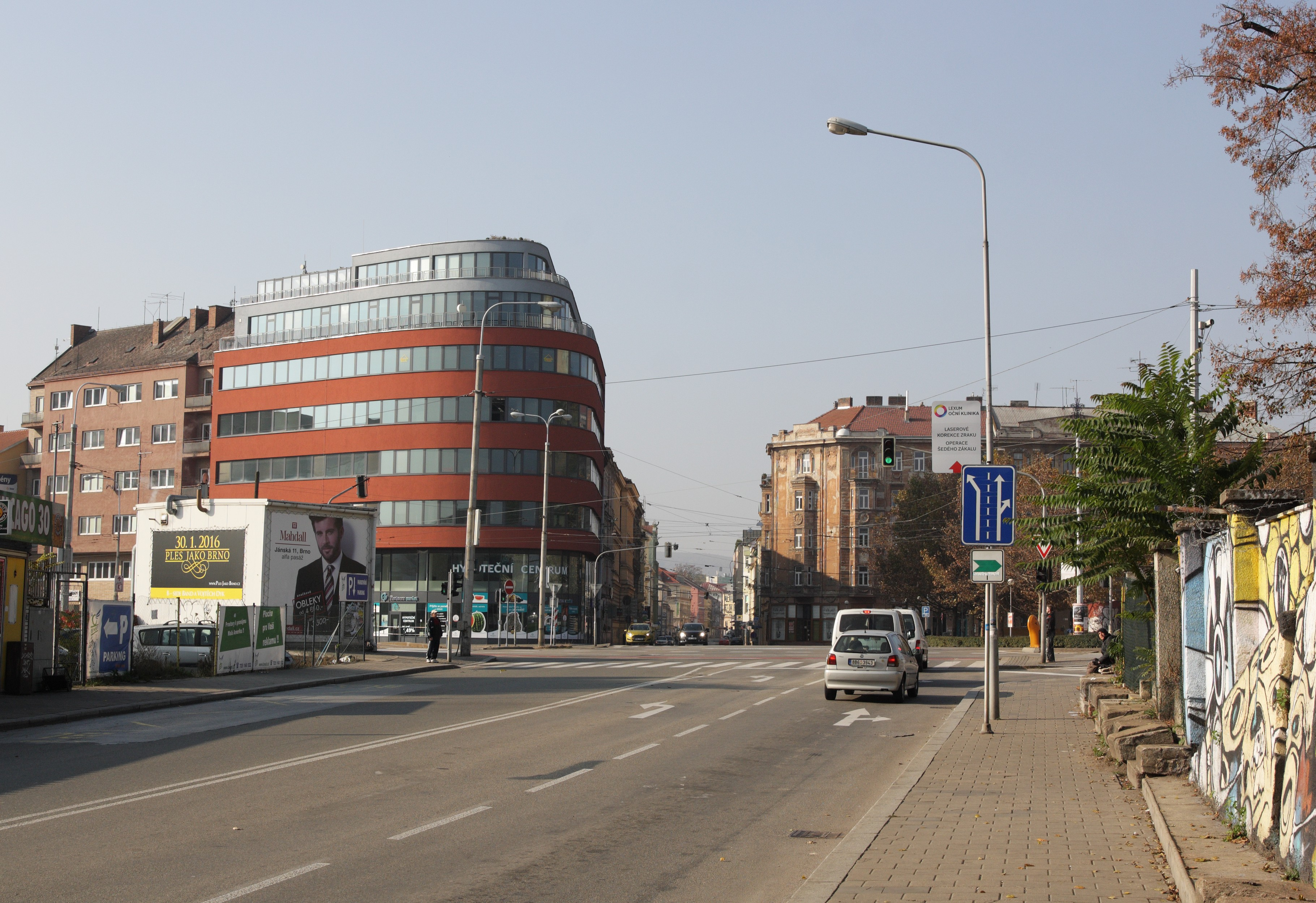
Pohled z východu do Hybešovy ulice, bývalého předměstí Silniční
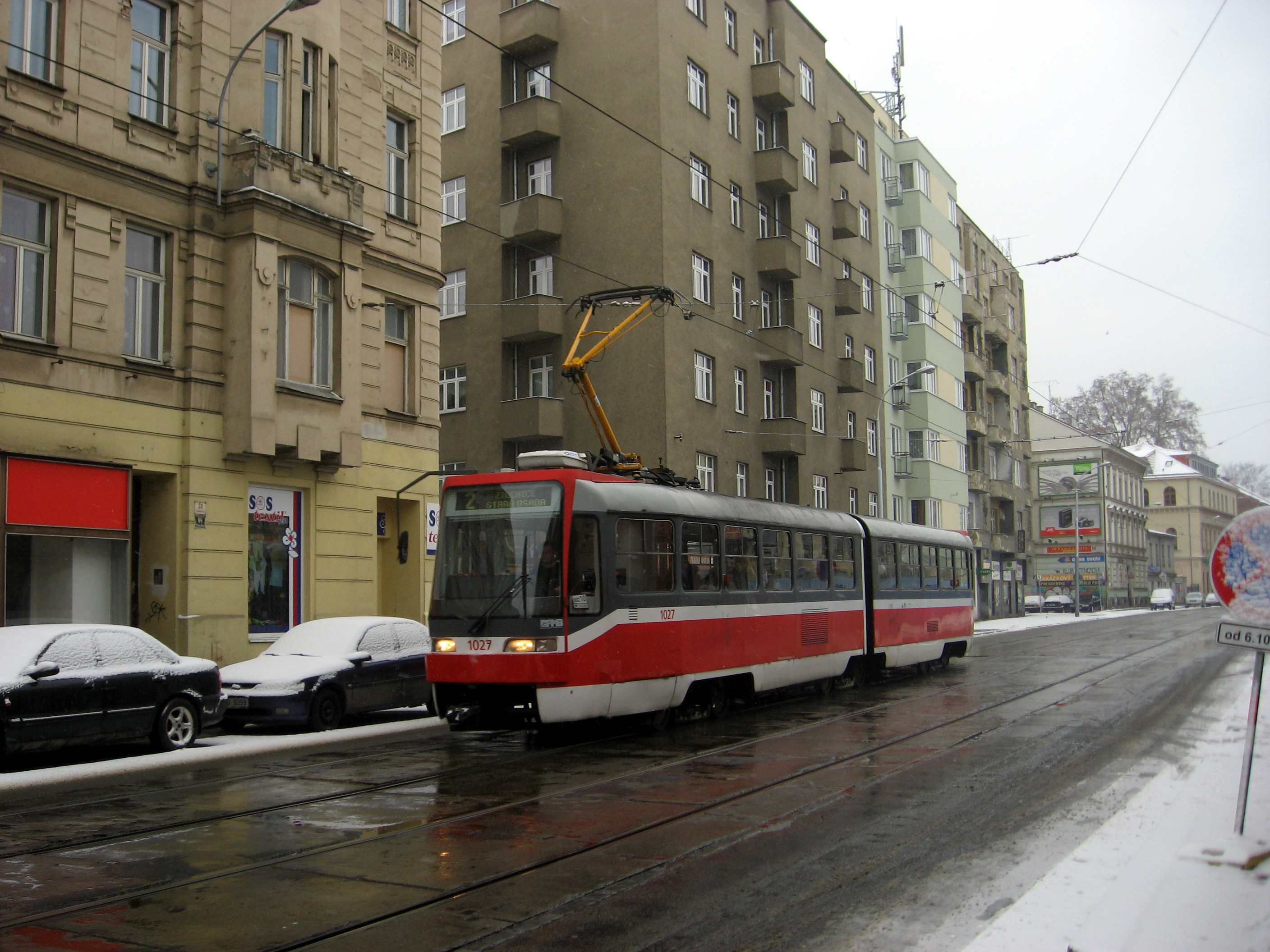
Tramvaj projíždějící Hybešovou ulicí v prostoru předměstí Silniční